# Lasioglossum avalonense
Lasioglossum avalonense is een vliesvleugelig insect uit de familie Halictidae. De wetenschappelijke naam van de soort is voor het eerst geldig gepubliceerd in 1938 door Cockerell.